# 君はハニーデュー
「君はハニーデュー」（きみはハニーデュー）は、日本の女性アイドルグループ日向坂46の楽曲。秋元康が作詞、野村陽一郎が作曲した。2024年5月8日に11枚目のシングルとしてSony Recordsより発売された。楽曲のセンターポジションは正源司陽子が務めた。

## 背景とリリース
前作『Am I ready?』以来、約10か月半ぶりのリリースとなる。本作より表題曲への初めて選抜制が導入され、2022年9月に加入した4期生が初めて表題曲に参加した。当初2024年4月10日に発売を予定していたが制作上の都合により発売が延期、3月20日に5月8日発売することを発表した。
Blu-ray付属の初回仕様限定盤TYPE-A・B・C・D、CDのみの通常盤の全5形態での発売。

## アートワーク

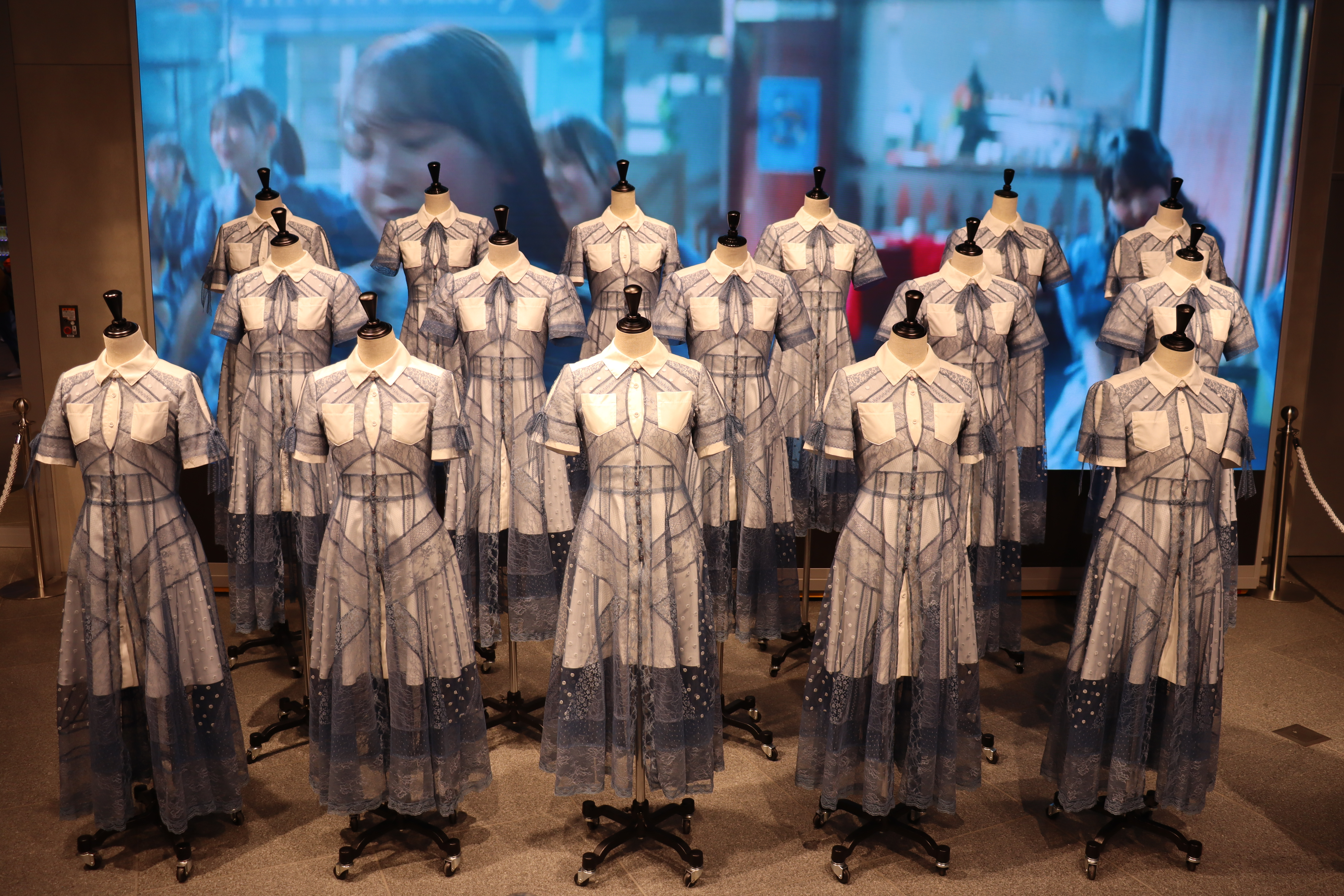
実際に使用した衣装

| TYPE-A 表 | 正源司陽子                                                        |
| TYPE-A 裏 | 髙橋未来虹                                                        |
| TYPE-B 表 | 小坂菜緒・金村美玖                                                |
| TYPE-B 裏 | 高本彩花・濱岸ひより                                              |
| TYPE-C 表 | 佐々木美玲・加藤史帆・丹生明里                                    |
| TYPE-C 裏 | 山口陽世・小西夏菜実                                              |
| TYPE-D 表 | 河田陽菜・藤嶌果歩・宮地すみれ・松田好花                          |
| TYPE-D 裏 | 清水理央・森本茉莉                                                |
| 通常盤 表 | 東村芽依 ・佐々木久美・平尾帆夏・富田鈴花・山下葉留花・上村ひなの |
| 通常盤 裏 | 渡辺莉奈・竹内希来里・高瀬愛奈・平岡海月・石塚瑶季                |

## チャート成績
オリコン調べでは、初週44.9万枚を売り上げ、2024年5月14日付のオリコン週間シングルランキングで初登場1位を獲得した。また、前作『Am I ready?』の44.8万枚を上回り、1stシングル『キュン』から11作連続通算11作目のシングル1位を獲得し、女性アーティスト歴代2位の「1stからのシングル連続1位獲得作品数」、女性アーティスト歴代1位の「1stからのシングル連続初週売上30万枚超え作品数」の記録を11作連続に自己更新した。CDの売上枚数、デジタルダウンロードのDL数、ストリーミングの再生数を合計した音楽ランキングである「オリコン週間合算シングルランキング」でも自身通算11作目となる1位を獲得した。
Billboard JAPANでは、初週52万1676枚を売り上げ、2024年5月13日公開のBillboard Japan Top Singles Salesで初登場1位を獲得した。これにより、11作連続でNo.1デビューを飾ることとなった。

## ミュージック・ビデオ
君はハニーデュー
監督：濵田明日也 / 振付：CRE8BOY / 制作：AOI Pro.
日向坂46がデビュー5周年を迎えた3月27日にMVが公開された。MVは、自分に自信のない一人の少女（正源司）が周りに支えられながら、未来の自分との対話を重ねながら自信をつけ、日向坂46を未だ見ぬ世界へ連れていくというストーリー。MVには、歴代センターを象徴する振り付けや改名前のけやき坂46時代の楽曲「期待していない自分」をオマージュしているような場面もある。
僕に続け
監督：安藤隼人 / 振付：TAKAHIRO / 制作：P.I.C.S.
センターは4月5日にグループを卒業した齊藤京子。MVでは、時代ごとに代表される過去の衣装を次々とまとい、1期生から4期生までメンバーが徐々に増えていく。最後には卒業する齊藤が一人、前を向いて進んでいく姿が描かれた。グループで初めて楽曲に1～4期生の全員がそろうフォーメーションとなった。
錆つかない剣を持て!
監督：大澤健太郎 / 振付：CRE8BOY / 制作：BitStar
雨が降ったって
監督：斉藤友和 / 振付：木下菜津子 / 制作：CHAMILA

## メディアでの使用
君はハニーデュー
日向坂46 in ROUND1コラボキャンペーン CMソング
雨が降ったって
映画『ゼンブ・オブ・トーキョー』劇中歌

## シングル収録トラック

### TYPE-A
| #         | タイトル                               | 作詞      | 作曲       | 編曲       | 時間  |
| --------- | -------------------------------------- | --------- | ---------- | ---------- | ----- |
| 1.        | 「君はハニーデュー」                   | 秋元康    | 野村陽一郎 | 野村陽一郎 | 4:37  |
| 2.        | 「錆つかない剣を持て!」                | 秋元康    | karia      | APAZZI     | 4:23  |
| 3.        | 「どこまでが道なんだ?」                | 秋元康    | 池澤聡     | 池澤聡     | 4:25  |
| 4.        | 「君はハニーデュー off vocal ver.」    |           | 野村陽一郎 | 野村陽一郎 | 4:37  |
| 5.        | 「錆つかない剣を持て! off vocal ver.」 |           | karia      | APAZZI     | 4:23  |
| 6.        | 「どこまでが道なんだ? off vocal ver.」 |           | 池澤聡     | 池澤聡     | 4:23  |
| 合計時間: | 合計時間:                              | 合計時間: | 合計時間:  | 合計時間:  | 26:48 |

| #  | タイトル                     | 作詞 | 作曲・編曲 |
| -- | ---------------------------- | ---- | ---------- |
| 1. | 「ブルーベリー＆ラズベリー」 |      |            |
| 2. | 「キュン」                   |      |            |
| 3. | 「ひらがなけやき」           |      |            |
| 4. | 「ドレミソラシド」           |      |            |
| 5. | 「ソンナコトナイヨ」         |      |            |
| 6. | 「アザトカワイイ」           |      |            |
| 7. | 「それでも歩いてる」         |      |            |

### TYPE-B
| #         | タイトル                               | 作詞      | 作曲       | 編曲       | 時間  |
| --------- | -------------------------------------- | --------- | ---------- | ---------- | ----- |
| 1.        | 「君はハニーデュー」                   | 秋元康    | 野村陽一郎 | 野村陽一郎 | 4:37  |
| 2.        | 「錆つかない剣を持て!」                | 秋元康    | karia      | APAZZI     | 4:23  |
| 3.        | 「恋とあんバター」                     | 秋元康    | 近藤圭一   | 近藤圭一   | 4:06  |
| 4.        | 「君はハニーデュー off vocal ver.」    |           | 野村陽一郎 | 野村陽一郎 | 4:37  |
| 5.        | 「錆つかない剣を持て! off vocal ver.」 |           | karia      | APAZZI     | 4:23  |
| 6.        | 「恋とあんバター off vocal ver.」      |           | 近藤圭一   | 近藤圭一   | 4:05  |
| 合計時間: | 合計時間:                              | 合計時間: | 合計時間:  | 合計時間:  | 26:11 |

| #  | タイトル                   | 作詞 | 作曲・編曲 |
| -- | -------------------------- | ---- | ---------- |
| 1. | 「イマニミテイロ」         |      |            |
| 2. | 「僕たちは付き合っている」 |      |            |
| 3. | 「ひらがなで恋したい」     |      |            |
| 4. | 「ハッピーオーラ」         |      |            |
| 5. | 「ときめき草」             |      |            |
| 6. | 「シーラカンス」           |      |            |
| 7. | 「キツネ」                 |      |            |

### TYPE-C
| #         | タイトル                               | 作詞      | 作曲       | 編曲       | 時間  |
| --------- | -------------------------------------- | --------- | ---------- | ---------- | ----- |
| 1.        | 「君はハニーデュー」                   | 秋元康    | 野村陽一郎 | 野村陽一郎 | 4:37  |
| 2.        | 「錆つかない剣を持て!」                | 秋元康    | karia      | APAZZI     | 4:23  |
| 3.        | 「夜明けのスピード」                   | 秋元康    | aokado     | aokado     | 3:50  |
| 4.        | 「君はハニーデュー off vocal ver.」    |           | 野村陽一郎 | 野村陽一郎 | 4:37  |
| 5.        | 「錆つかない剣を持て! off vocal ver.」 |           | karia      | APAZZI     | 4:23  |
| 6.        | 「夜明けのスピード off vocal ver.」    |           | aokado     | aokado     | 3:48  |
| 合計時間: | 合計時間:                              | 合計時間: | 合計時間:  | 合計時間:  | 25:38 |

| #  | タイトル                     | 作詞 | 作曲・編曲 | 監督 |
| -- | ---------------------------- | ---- | ---------- | ---- |
| 1. | 「誰よりも高く跳べ!2020」    |      |            |      |
| 2. | 「青春の馬」                 |      |            |      |
| 3. | 「見たことない魔物」         |      |            |      |
| 4. | 「ロッククライミング」       |      |            |      |
| 5. | 「JOYFUL LOVE」              |      |            |      |
| 6. | 「車輪が軋むように君が泣く」 |      |            |      |

### TYPE-D
| #         | タイトル                               | 作詞      | 作曲       | 編曲       | 時間  |
| --------- | -------------------------------------- | --------- | ---------- | ---------- | ----- |
| 1.        | 「君はハニーデュー」                   | 秋元康    | 野村陽一郎 | 野村陽一郎 | 4:37  |
| 2.        | 「錆つかない剣を持て!」                | 秋元康    | karia      | APAZZI     | 4:23  |
| 3.        | 「雨が降ったって」                     | 秋元康    | 塩野海     | TomoLow    | 3:43  |
| 4.        | 「君はハニーデュー off vocal ver.」    |           | 野村陽一郎 | 野村陽一郎 | 4:37  |
| 5.        | 「錆つかない剣を持て! off vocal ver.」 |           | karia      | APAZZI     | 4:23  |
| 6.        | 「雨が降ったって off vocal ver.」      |           | 塩野海     | TomoLow    | 3:42  |
| 合計時間: | 合計時間:                              | 合計時間: | 合計時間:  | 合計時間:  | 25:25 |

| #  | タイトル                                                                     | 作詞 | 作曲・編曲 | 監督 |
| -- | ---------------------------------------------------------------------------- | ---- | ---------- | ---- |
| 1. | 「日向坂46 四期生「Behind the scenes of 新参者 LIVE at THEATER MILANO-Za」」 |      |            |      |

### 通常盤
| #         | タイトル                               | 作詞      | 作曲       | 編曲       | 時間  |
| --------- | -------------------------------------- | --------- | ---------- | ---------- | ----- |
| 1.        | 「君はハニーデュー」                   | 秋元康    | 野村陽一郎 | 野村陽一郎 | 4:37  |
| 2.        | 「錆つかない剣を持て!」                | 秋元康    | karia      | APAZZI     | 4:23  |
| 3.        | 「僕に続け」                           | 秋元康    | 野村陽一郎 | 野村陽一郎 | 4:13  |
| 4.        | 「君はハニーデュー off vocal ver.」    |           | 野村陽一郎 | 野村陽一郎 | 4:37  |
| 5.        | 「錆つかない剣を持て! off vocal ver.」 |           | karia      | APAZZI     | 4:23  |
| 6.        | 「僕に続け off vocal ver.」            |           | 野村陽一郎 | 野村陽一郎 | 4:11  |
| 合計時間: | 合計時間:                              | 合計時間: | 合計時間:  | 合計時間:  | 26:24 |

### Special Edition
| 全作詞: 秋元康。 |                         |           |            |            |      |
| #                | タイトル                | 作詞      | 作曲       | 編曲       | 時間 |
| 1.               | 「君はハニーデュー」    | 秋元康    | 野村陽一郎 | 野村陽一郎 | 4:37 |
| 2.               | 「錆つかない剣を持て!」 | 秋元康    | karia      | APAZZI     | 4:23 |
| 3.               | 「どこまでが道なんだ?」 | 秋元康    | 池澤聡     | 池澤聡     | 4:25 |
| 4.               | 「恋とあんバター」      | 秋元康    | 近藤圭一   | 近藤圭一   | 4:06 |
| 5.               | 「夜明けのスピード」    | 秋元康    | aokado     | aokado     | 3:50 |
| 6.               | 「雨が降ったって」      | 秋元康    | 塩野海     | TomoLow    | 3:43 |
| 7.               | 「僕に続け」            | 秋元康    | 野村陽一郎 | 野村陽一郎 | 4:13 |
| 合計時間:        | 合計時間:               | 合計時間: | 合計時間:  | 29:17      |      |

## 選抜メンバー

### 君はハニーデュー
（センター：正源司陽子）
- 3列目：佐々木久美、東村芽依、平尾帆夏、山下葉留花、上村ひなの、富田鈴花[30]
- 2列目：河田陽菜、藤嶌果歩、丹生明里、宮地すみれ、松田好花[30]
- 1列目：佐々木美玲、小坂菜緒、正源司陽子、金村美玖、加藤史帆[30]

### 錆つかない剣を持て!
（センター：髙橋未来虹）
- 3列目：竹内希来里、渡辺莉奈、高瀬愛奈、石塚瑶季、平岡海月[30]
- 2列目：小西夏菜実、山口陽世、森本茉莉、清水理央[30]
- 1列目：高本彩花、髙橋未来虹、濱岸ひより[30]

### どこまでが道なんだ?
- 金村美玖、髙橋未来虹、山口陽世、平岡海月[32]

### 恋とあんバター
- 河田陽菜、森本茉莉、平尾帆夏、藤嶌果歩[32]

### 夜明けのスピード
- 小坂菜緒、上村ひなの、正源司陽子、山下葉留花[32]

### 雨が降ったって
（センター：小西夏菜実）
- 3列目：石塚瑶季、正源司陽子、藤嶌果歩、竹内希来里[30]
- 2列目：清水理央、平尾帆夏、山下葉留花、宮地すみれ[30]
- 1列目：渡辺莉奈、小西夏菜実、平岡海月[30]

4期生の楽曲。

### 僕に続け
（センター：齊藤京子）
- 5列目：石塚瑶季、小西夏菜実、清水理央、正源司陽子、竹内希来里、平尾帆夏、平岡海月、藤嶌果歩、宮地すみれ、山下葉留花、渡辺莉奈[30]
- 4列目：上村ひなの、髙橋未来虹、森本茉莉、山口陽世[30]
- 3列目：金村美玖、河田陽菜、小坂菜緒、富田鈴花、丹生明里、濱岸ひより、松田好花[30]
- 2列目：加藤史帆、佐々木久美、佐々木美玲、高瀬愛奈、高本彩花、東村芽依[30]
- 1列目：齊藤京子[30]